# Javid Huseynov
Pour les articles homonymes, voir Huseynov.
Javid Huseynov, né le 9 mars 1988 à Jabrayil, est un entraîneur de football et ancien footballeur international azerbaïdjanais.

## Biographie
Il joue 5 matchs en Ligue des champions.
En août 2015, il est placé en détention provisoire avec son cousin et quatre autres suspects, soupçonné d'avoir battu à mort un journaliste qui avait critiqué son comportement.
En 2021, Javid Huseynov a fondé le club de football Jabrayil FC. Actuellement, le club évolue en Championnat d'Azerbaïdjan de football de deuxième division.
Il a travaillé comme entraîneur adjoint au Turan Tovuz, en 2024. Le 11 novembre 2024, son contrat avec le club a été résilié d'un commun accord, et le même jour, il a été nommé entraîneur principal de Sabail.
Lors de la conférence de presse suivant le match de la Premier League d'Azerbaïdjan du 16 mars 2025, au cours duquel le Sabail a perdu 1-2 contre le Neftchi, Javid Huseynov a vivement critiqué la direction du club. Quelques heures plus tard, le club a annoncé son renvoi,,.

## Palmarès
- FK Neftchi Bakou
  - Championnat d'Azerbaïdjan de football
    - Vainqueur : 2010-2011 et 2011-2012